# Château de Segrez
Le château de Segrez est un monument historique, situé à Saint-Sulpice-de-Favières, dans le département de l'Essonne.
Le parc, les façades et toitures de l'ensemble des éléments bâtis ainsi que la grotte font l’objet d’une inscription au titre des monuments historiques depuis le 13 janvier 2009.
Segrez constitue avec Ermenonville, le Désert de Retz, le Petit Trianon ou Méréville un des rares jardins pittoresques ou « anglo-chinois » de la fin du XVIIIe siècle parvenus jusqu'à nos jours. Segrez se distingue par son très bel état de conservation et par sa composition paysagère, privilégiant la mise en valeur des attraits naturels du site et le caractère vraisemblable de ses fabriques, à la manière d'un Capability Brown en Angleterre.
Le jardin accueille au XIXe siècle une collection botanique de plus de 6 500 taxons sous l'impulsion d'Alphonse Lavallée.
Le château de Segrez et son jardin se situent au cœur de la vallée de la Renarde, site classé depuis 1987.
L'arboretum et les sujets exceptionnels plantés par Alphonse Lavallée (faux de verzy, pterocarya x rhederiana, hêtre pleureur, séquoias géants, marronnier, frêne et tilleul de très grand développement), ainsi que certains arbres datant du jardin XVIIIe (cyprès chauves, tulipiers de Virginie, if, alignements de platanes) sont labellisés Arbres Remarquables de France.
Le jardin pittoresque et son arboretum était quant à eux labellisés Jardin remarquable par le Ministère de la culture.

## Historique

### Construction du château actuel par André Haudry, fermier général ayant accédé à la noblesse de robe
André Haudry, alors commis des aides à Corbeil, se porte acquéreur de la terre de Segrez en 1733. Il commande la construction de la maison que nous connaissons aujourd'hui et l'aménagement de jardins à la française pour plus de 60.000 livres. Les droits seigneuriaux attachés à l'ancien fief de Segrez, dont la justice, avait été vendus par les anciens propriétaires indépendamment de la maison et des terres associés. Segrez n'est donc pas un « château » à proprement parler mais une de ces maisons de campagne construites à l'époque par des financiers dans la région parisienne.
Anobli avec le titre d'écuyer et promu fermier général, Haudry acquiert en 1745 le fief le qualifiant seigneur de la baronnie et châtellenie de Soucy, à laquelle s'ajoute la seignerie de Fontenay acquise en 1751.
Les châteaux de Soucy et de Fontenay les Briis, préexistants, devinrent donc également la propriété d'Haudry et plus conformes à la spectaculaire ascension sociale opérée depuis la construction de Segrez.

### Location à vie au marquis d'Argenson
L'incapacité d'Haudry à pouvoir s'en intituler seigneur et la mort de son épouse Françoise Dantan avec laquelle il avait partagé ce projet semble avoir détaché Haudry de Segrez, faute d'y pouvoir mener la vie de famille qu'il avait projeté. En conséquence, il loue à vie le domaine en 1746 à René Louis de Voyer de Paulmy d'Argenson qui vient d'être démis de sa charge de secrétaire d'État des affaires étrangères un mois plus tôt.
Le marquis d'Argenson dessine à Segrez de très jolies aquarelles représentant la maison et les jardins aujourd'hui conservées à la bibliothèque de l'Arsenal. Faisant partie d'un deuxième cercle de philosophes gravitant autour de l'idéologie des lumières, il y invite Voltaire, qui lui répond par une lettre du 8 mai 1750: "je compte bien après demain [...]  vous faire ma cour dans votre ermitage de Segrais".

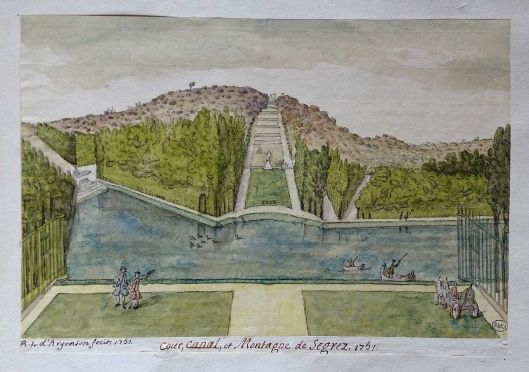
Aquarelle réalisée par le marquis d'Argenson en 1751 et conservée à la bibliothèque de l'Arsenal. La montagne de Segrez vue depuis la cour d'honneur du château.

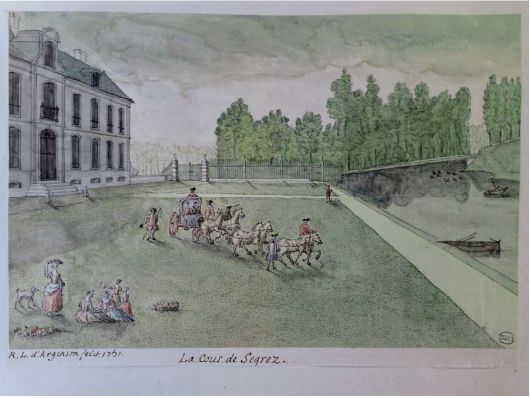
Aquarelle réalisée par le marquis d'Argenson en 1751 et conservée à la bibliothèque de l'Arsenal. La cour du château de Segrez

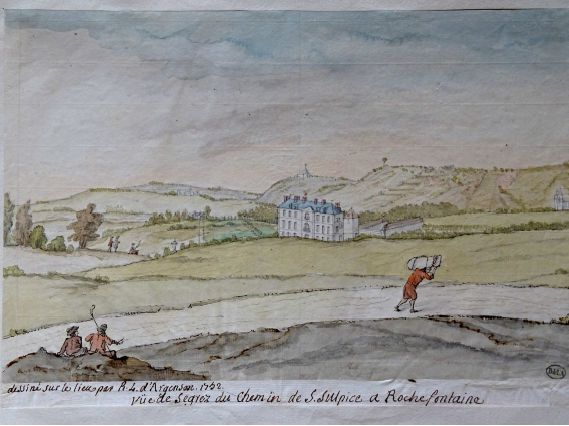
Aquarelle réalisée par le marquis d'Argenson en 1752 et conservée à la bibliothèque de l'Arsenal. La façade ouest du château de Segrez vue depuis la campagne environnante.

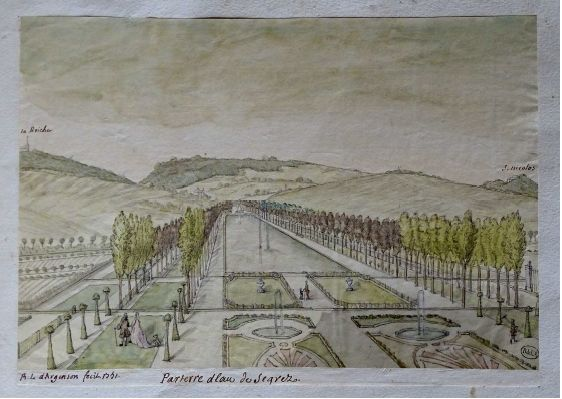
Aquarelle réalisée par le marquis d'Argenson en 1751 conservée à la bibliothèque de l'Arsenal. Le jardin à la française vu depuis le château de Segrez.

### Location à vie à la comtesse de Blot
Dans son testament André Haudry dispose que si l'ensemble de ses domaines principaux doivent revenir à son fils, Segrez doit rester dans l'héritage de sa fille : "pour dédommager ma fille de sa moitié, je veux qu'elle prenne ma terre et ma maison de Segrez avec les meubles que j'y ai (le tout estimé à) la somme de cent vingt mille livres, prix modéré, vu qu'il y a pour plus de vingt mille livres de bois de haute futaie, en agrément des eaux et un château bâti à neuf. [...] Pour la conserver dans la descendance de ma fille qui aime cette terre, je la substitue à son fils aîné et ses descendants pour ordre de progéniture".
Il semble donc que la fille d'André Haudry, Élisabeth Haudry - épouse de Jean-Baptiste-François de Montullé - ait eu un lien privilégié avec Segrez. Elle en a la jouissance dès 1755, date de résiliation du bail par Argenson et en hérite au décès d'André Haudry en 1770. Toutefois elle décide en 1772 de reprendre la formule choisie par son père en louant à vie le domaine à Pauline Cécile Charpentier d'Ennery, comtesse de Blot avant de le léguer finalement à son avant-dernier fils, Jean-Baptiste-Hyacinthe, officier de cavalerie qui viendra brièvement y habiter en 1802 - à son retour de Saint-Domingue - mais le revendra en 1808.

### Transformation des jardins à la française en un jardin pittoresque "anglo-chinois"
La comtesse de Blot est dame d'honneur de la duchesse de Chartres, future duchesse d'Orléans et sœur de Victor Thérèse Charpentier d'Ennery, gouverneur de Saint-Domingue, tandis que son époux est capitaine des gardes du duc d'Orléans.
Elle peut ainsi assister à la création de la Folie de Chartres (actuel parc Monceau), un des premiers parc dit "anglo-chinois" en France, inspiré d'une mode venue d'Angleterre. Elle décide donc d'entamer la transformation des jardins à la française de Segrez en un jardin pittoresque selon un projet d'ensemble dont le plan est aujourd'hui conservé aux Archives départementales de l'Essonne.
Ce projet prévoit la création d'une grotte à deux salles dont la voûte sera ornée de coquillages du pacifique, à la fois objets de décoration et curiosité scientifique. Le livre de comptes de la comtesse de Blot nous apprend que la grotte était gardée probablement pour les préserver du vol, ce qui nous renseigne sur leur grande valeur à l'époque. Les parterres à la française organisés en terrasses successives devant la façade ouest du château sont transformés en un vaste tapis vert, de très importants travaux de terrassement permettant de créer une pente naturelle jusqu'au bassin visible sur les aquarelles d'Argenson qui est maintenu jusqu'au XIXe siècle avant de disparaître.
Une source d'eau pure captée dans le flanc de la montagne de Segrez par un tunnel maçonné en pierre de taille (construit dès l'origine) permet de créer un écoulement traversant le jardin d'est en ouest, rythmé par une série de cascades artificielles. La première de ces mini-chutes crée un rideau d'eau rythmant un magnifique point de vue aménagé depuis la salle principale de la grotte. On y découvre le château dont la façade se reflète sur la surface de la rivière. Un banc, probablement à l'origine recouvert de mousse comme c'était la mode à l'époque, permet de se laisser aller à une rêverie contemplative tout en profitant du point de vue à travers le rideau d'eau assimilable à une paroi de verre.

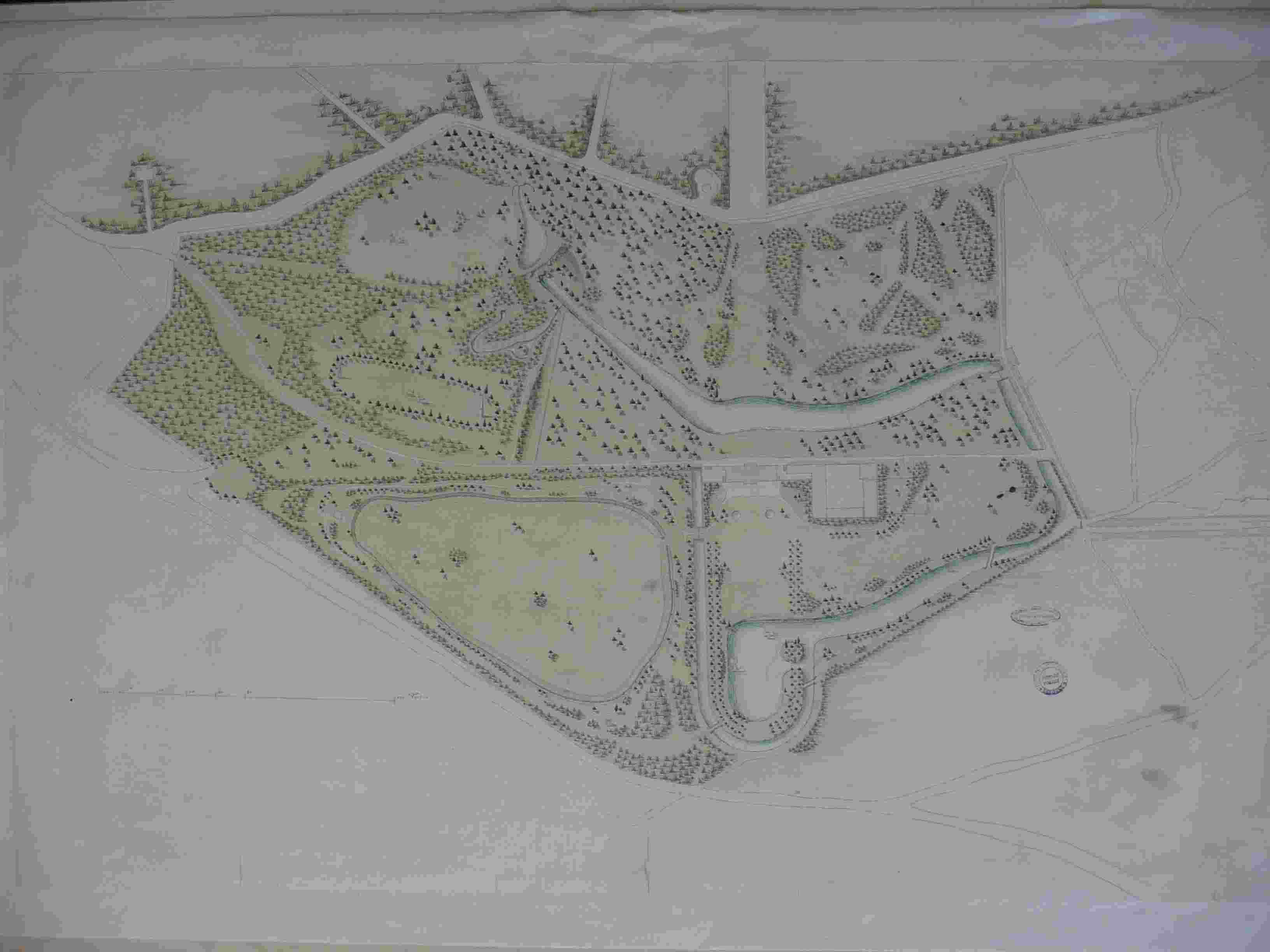
Projet de modification du jardin de segrez - création d'un jardin pittoresque. Archives départementales de l'Essonne, vers 1777.

La comtesse de Blot abandonne le château de Segrez lorsqu'elle émigre en 1792.

### L'Arboretum de Pierre Alphonse Lavallée
Segrez est racheté en 1857 par Alphonse Lavallée, administrateur de la compagnie des chemins de fer Paris-Orléans et cofondateur de l'école centrale. Son fils, Pierre Alphonse Martin Lavallée, botaniste et horticulteur, reprend le domaine pour y mener une entreprise scientifique de très grande envergure : la création d'un des plus grands arboretums d'Europe. À l'issue de ce travail gigantesque, près de 6500 taxons étaient présents à Segrez soit pratiquement presque toutes les espèces ligneuses susceptibles de pousser en Île-de-France.
Les plantations de Pierre Alphonse Lavallée se distinguaient entre deux écoles de botaniques, aux plantations serrées organisées en rangées méthodiques et des arbres rares d'agrément disséminés dans le jardins XVIIIe. Si les écoles de botanique ont aujourd'hui disparu (de très nombreux spécimens ayant été transférés à l'arboretum des Vilmorin à Verrière à la mort de Pierre Alphonse Lavallée), les arbres rares d'agrément sont toujours pour la plupart présents dans le domaine, aujourd'hui classés Arbres Remarquables (hêtres tortueux, ptérocaryas, séquoias, hêtres pourpres, collection de chênes, frênes, tilleul de Mandchourie, marronnier d'Inde...).

### Proust et Segrez dansLes Plaisirs et les jours.
Proust passa une nuit à Segrez en avril 1895, probablement la nuit du 5 au 6 avril, invité par son ami Pierre Lavallée (fils de Pierre Alphonse), son condisciple au lycée Condorcet avec lequel il a entretenu une relation d'amitié de 1892 à 1900.
Victime d'une crise d'asthme lors de son séjour à Segrez, Proust dut retourner à Paris dès le lendemain de son arrivée. Il fut question d'un nouveau séjour à l'automne suivant, puis au printemps 1896 mais il est probable que Proust ne revînt jamais à Segrez sauf peut-être pour y séjourner une après-midi.
Proust écrit à son ami Pierre Lavallée pour s'excuser de son retour précipité à Paris :
« Au moins verras-tu par quelques pages que je te montrerai à mon retour que je ne me suis pas promené à Segrez en aveugle et que j'ai vu assez pour regretter, assez aussi pour me souvenir. Pense quelques fois à moi au bord de la rivière, ou le soir sous les étoiles, je te montrerai que j'ai pensé à l'une et aux autres avec une émotion que Reynaldo a bien voulu trouver contagieuse".
Ainsi, au printemps 1895 Proust écrit les quelques pages qu'il souhaite partager avec son ami Pierre Lavallée, un poème en prose Promenade inspiré de son séjour à Segrez :
"Malgré le ciel si pur et le soleil déjà chaud, le vent soufflait encore aussi froid, les arbres restaient aussi nus qu’en hiver. Il me fait, pour faire du feu, couper une de ces branches que je croyais mortes et la sève en jaillit, mouillant mon bras jusqu’au coude et dénonçant, sous l’écorce glacée de l’arbre, un cœur tumultueux. Entre les troncs, le sol nu de l’hiver s’emplissait d’anémones, de coucous et de violettes, et les rivières, hier encore sombres et vides, de ciel tendre, bleu et vivant qui s’y prélassait jusqu’au fond. Non ce ciel pâle et lassé des beaux soirs d’octobre qui, étendu au fond des eaux, semble y mourir d’amour et de mélancolie, mais un ciel intense et ardent sur l’azur tendre et riant duquel passaient à tous moments, grises, bleues et roses, - non les ombres des nuées pensives, - mais les nageoires brillantes et glissantes d’une perche, d’une anguille, ou d’un éperlan. Ivres de joie, ils couraient entre le ciel et les herbes, dans leurs prairies et sous leurs futaies qu’avait brillamment enchantées comme les nôtres le resplendissant génie du printemps. En glissant fraîchement sur leur tête, entre leurs ouïes, sous leur ventre, les eaux se pressaient aussi en chantant et en faisant courir gaiement devant elles du soleil".

« Pour une famille vraiment vivante où chacun pense, aime et agit, avoir un jardin est une douce chose. »

— Marcel Proust, Les Plaisirs et les jours